# ISO 3166-2:GM
ISO 3166-2:GM est l'entrée pour la Gambie dans l'ISO 3166-2, qui fait partie du standard ISO 3166, publié par l'Organisation internationale de normalisation (ISO), et qui définit des codes pour les noms des principales administration territoriales (e.g. provinces ou États fédérés) pour tous les pays ayant un code ISO 3166-1.

## Divisions et ville (6)
Les noms des subdivisions sont listés selon l'usage de la norme ISO 3166-2, publiée par l'agence de maintenance de l'ISO 3166.
```
GM-B
 
Banjul
, Ville

GM-M
 
Central River

GM-L
 
Lower River

GM-N
 
North Bank

GM-U
 
Upper River

GM-W
 
West Coast
```

Historique des changements
- 3 novembre 2014 : Mise à jour de la Liste Source
- 18 décembre 2014 : Alignement de la forme courte anglaise en minuscules et de la forme longue anglaise avec UNTERM
- 27 novembre 2015 : Mise à jour de la Liste Source
- 31 mars 2016 : Modification de la forme longue
- 17 mars 2017 : Modification de la forme longue